# پیامبران کنار جاده
پیامبران کنار جاده (به انگلیسی: Roadside Prophets) فیلمی محصول سال ۱۹۹۲ و به کارگردانی هربرت راس است. در این فیلم بازیگرانی همچون جان دو، اد-راک، دیوید کارادین، جان کیوسک، آرلو گوتیره، تیموتی لیری، دان چیدل، فلی، لین شی، استیون توبولوسکی و آرون لوستیگ ایفای نقش کرده‌اند.